# Río Sula
El río Sulá (en ucraniano: Сула́; en ruso: Су́ла) es un río de Ucrania, un afluente por el margen izquierdo del río Dniéper. Tiene una longitud de 365 km y una cuenca hidrográfica de 19.600 km². 
El río desemboca en el Dniéper a través del embalse de Kremenchuk, con el que forma un gran delta con numerosas islas, en el que viven especies infrecuentes de aves. Un importante afluente es el río Uday, siendo otros menores el Órzhitsia, Sliporid, Romen y el Tern.
Grandes ciudades ubicadas en el río son Romny, Lójvitsia, Chervonoazovske y Lubní.
El nombre del río evoca aguas lentas o lodosas considerando las palabras con las que se relaciona: lituano/letón sulà "savia de abedul", prusiano antiguo sulo "leche cuajada", noruego dialectal saula "basura", sánscrito súrā "licor espirituoso" y avéstico hurā "bebida intoxicante, kumis".